# Fairey Fremantle
El Fairey Fremantle fue un gran hidroavión biplano monomotor británico diseñado a mediados de la década de 1920 para realizar un vuelo alrededor del mundo. Sólo se construyó un ejemplar.

## Diseño y desarrollo
El Fremantle fue diseñado según la Especificación 44/22 del Ministerio del Aire, que solicitaba un solo avión de reconocimiento de largo alcance. Siendo uno de varios contratos destinados a mantener unidos a los equipos de diseño británicos en tiempos económicos difíciles, se esperaba producir un avión que pudiera lograr el primer vuelo alrededor del mundo. Era un biplano grande (casi 21 m de envergadura) de dos vanos, sin decalaje. El fuselaje era rectangular y alto, con una sección de dos ventanas para la cabina, construida con tablones de caoba sobre una estructura de madera, al estilo de una embarcación pequeña, para evitar la necesidad de arriostramientos internos. El fuselaje era lo suficientemente alto como para permitir que la tripulación estuviera de pie en la cabina, que contenía provisiones, almacenamiento, literas y una mesa para el navegante. El navegante también contaba con una posición para la observación astronómica en la parte trasera de la cabina. La cabina abierta del piloto se encontraba en el borde de ataque del ala, por delante de la cabina.
Delante del piloto se encontraba el cortafuegos del motor y el compartimento del motor recubierto de metal, que albergaba un motor Rolls-Royce Condor III de 490 kW (650 hp) refrigerado por agua. Este movía una hélice de madera de paso fijo mediante una caja reductora de dientes rectos que elevaba convenientemente el eje de la hélice en la parte delantera. Esta disposición tenía al menos dos ventajas: para un diámetro de hélice determinado, se reducía la altura del fuselaje sobre el agua, lo que reducía la longitud y el peso de los soportes de los flotadores; la parte inferior de la parte delantera podía elevarse hasta la base del radiador para mejorar la aerodinámica.
Los dos flotadores de tablones de caoba eran cortos, de modo que, en reposo, el Fremantle se asentaba sobre el agua como un avión terrestre con rueda de cola, con la ayuda de un flotador de cola fijado a la parte inferior del fuselaje. El plano de cola estaba montado en la parte superior del fuselaje con soportes inferiores, y el poste de la bisagra del timón llevaba un timón de agua para el control direccional a bajas velocidades en superficie. Dado que los flotadores principales no estaban muy espaciados, había dos flotadores más fijados a la parte inferior del ala inferior, inmediatamente debajo de los pares exteriores de soportes interplanares, para proporcionar estabilidad lateral. El combustible se almacenaba en depósitos en los flotadores, pero había otro depósito grande y muy visible montado centralmente sobre el ala superior. Este alimentaba el motor por gravedad y se reabastecía bombeando combustible (de forma manual o eólica) desde los depósitos de los flotadores.

## Historia operacional
El primer vuelo del Fremantle tuvo lugar el 28 de noviembre de 1924, con Norman Macmillan a los mandos. Macmillan lo pilotó durante todo su programa de vuelos, que duró hasta junio del año siguiente. Informó que era un avión agradable tanto en el aire como en el agua, aunque se realizaron algunas modificaciones en los controles durante el programa de vuelos. Salía del agua a plena carga incluso en condiciones de mar en calma; en su último vuelo transportó siete pasajeros. Durante este período, el único Fremantle llevaba la matrícula de la RAF N173 y la matrícula civil, para el vuelo propuesto alrededor del mundo, G-EBLZ . No se realizó tal intento, ya que tres aviones Douglas ya habían logrado esta hazaña en septiembre de 1924, dos meses antes del vuelo del Fremantle. Voló con el Royal Aircraft Establishment en el desarrollo de la radionavegación durante 1926.

## Especificaciones
Referencia datos: Taylor, 1974, p. 129

### Características generales
- Tripulación: Cinco[2]
- Longitud: 16,2 m (53 ft)
- Envergadura: 21,1 m (69,2 ft)
- Altura: 6,2 m (20,2 ft)
- Superficie alar: 101,8 m² (1095,8 ft²)
- Peso cargado: 5692 kg (12 545,2 lb)
- Planta motriz: 1× motor lineal de 12 cilindros refrigerado por agua Rolls Royce Condor III.
  - Potencia: 486 kW (670 HP; 661 CV)
- Hélices: Bipala de paso fijo

### Rendimiento
- Velocidad máxima operativa (Vno): 174 km/h (108 MPH; 94 kt)
- Alcance: 1610 km (869 nmi; 1000 mi)
- Régimen de ascenso: 1 m/s (201 ft/min) para 1525 m (5000 pies)